# Thalassarche salvini
El albatros de Salvin o albatros de frente blanca (Thalassarche salvini), es un albatros de gran tamaño que habita en los océanos del Hemisferio Sur. 

## Taxonomía
Durante mucho tiempo se consideró una subespecie de Thalassarche cauta. Sin embargo, estudios moleculares mostraron que está más cercanamente relacionado con el albatros de Chatham (que también era considerado una subespecie de Thalassarche cauta). En la actualidad se considera que los tres forman especies distintas.
La especie fue nombrada en honor del ornitólogo Osbert Salvin por Lionel Walter Rothschild. 

## Distribución
El albatros de Salvin cría en tres grupos de islas: islas Crozet en el océano Índico y en las islas Bounty y en las islas Snares al sur de Nueva Zelanda. 
En el mar se pueden encontrar entre Sudáfrica y Australia llegando hasta Sudamérica. 

## Reproducción
Se deposita un único huevo en septiembre que es incubado por ambos progenitores hasta principios de noviembre. Las crías vuelan después de unos cuatro meses. 

## Conservación
La población actual se estima en unos 65.000 ejemplares, lo que indica un decline de su número desde los primeros estudios. También es cierto que las diferentes metodologías de estudio dificultan la comparación.